# Coventry Climax
Coventry Climax è stato un costruttore britannico di motori a combustione interna, il cui nome è legato alle competizioni automobilistiche dove ha ottenuto 40 vittorie in Gran Premi di Formula 1 tra il 1958 e il 1965 con Cooper, Lotus e Brabham.

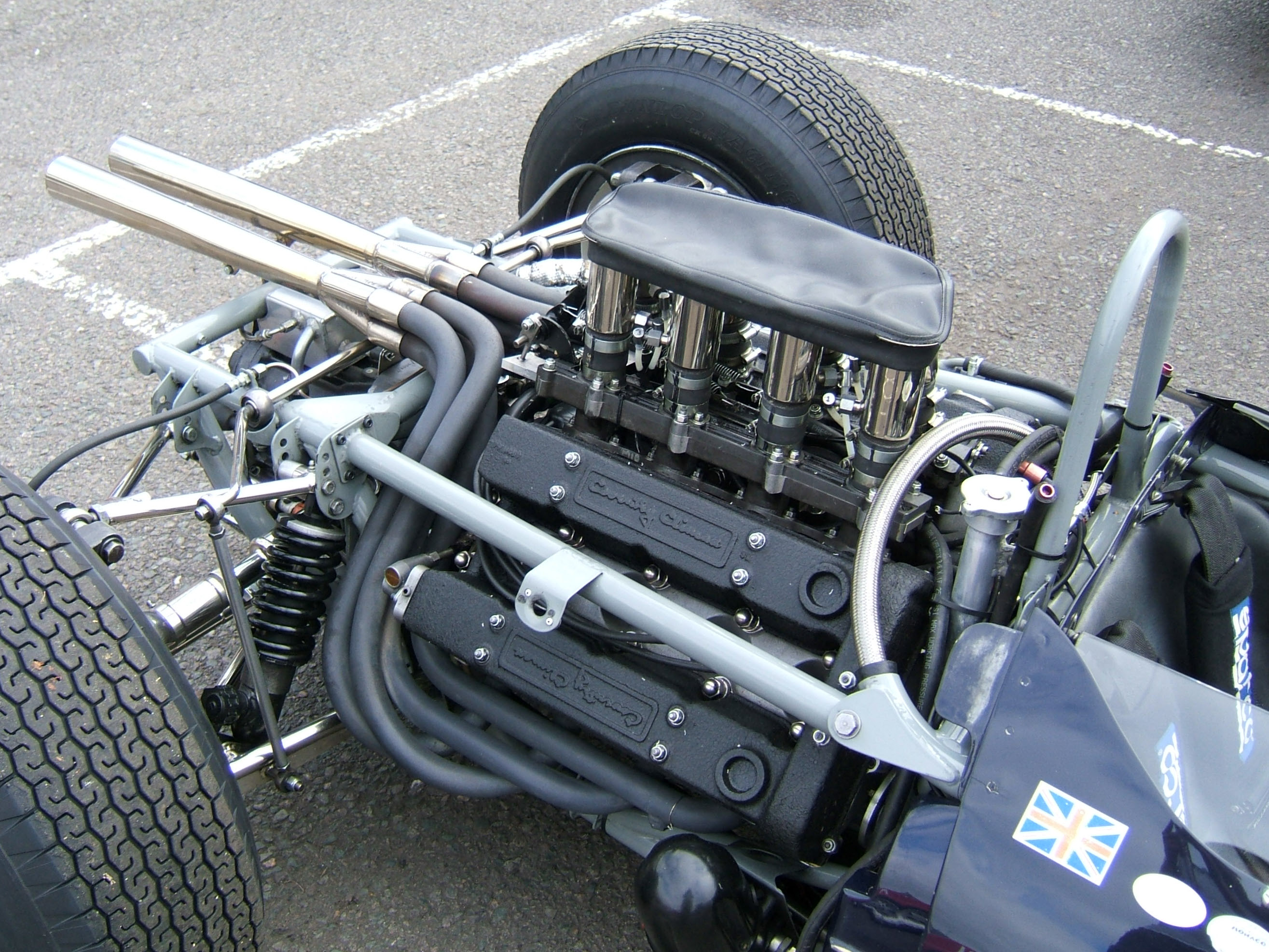
Coventry Climax FWMV su una Cooper T66

Ha equipaggiato anche le ultime Cooper. Fu il primo motore clienti, che veniva usato da quasi tutti i team privati dell'epoca. Vinse quattro mondiali, due con il 4 cilindri da 2500 cc montato sulla Cooper e due con l'8 cilindri 1500 installato sulla Lotus. Il cambio regolamentare avvenuto nel 1966 con il raddoppio della cilindrata da 1500 a 3000 cm³ portò al disimpegno della casa, che fece solo qualche sporadica apparizione con motori 2000 o 2400 cm³ derivati dalle precedenti unità 1500 e con un 2700 cm³ derivato dal 2500 del 1959. Venne anche realizzato un 3000 cm³ per la Shannon che si rivelò essere un totale insuccesso.